# Шаповалов Іван Євдокимович
Іван Євдокимович Шаповалов (біл. Іван Еўдакімавіч Шапавалаў; 26 січня 1907, село Бижевка, Буринський район, Сумська область, Україна — 26 червня 1941, під Борисовим) — білоруський радянський прозаїк, поет. Писав російською мовою.

## Біографія
Народився в селі Бижевка Сумської області в селянській родині. Закінчив школу в Смоленську. Працював на бойні, в 1923 році був покликаний в армію. Служив у частинах особливого призначення, потім працював у військкоматі. У 1925 році був переведений в Білорусь, у Полоцьк, але незабаром виїхав у прикордонні частини. В кінці 1920-х років звернувся до літератури. Вступив на заочне відділення Літературного інституту імені М. Горького.
Публікуватися в білоруській пресі почав у 1931 році, у 1934 році вступив в Союз письменників УРСР. Брав участь у анексії радянськими військами Західної Білорусі. Незабаром опинився в Мінську, а потім у 1939 році — в Москві, де посів посаду в політуправлінні прикордонних військ НКВС СРСР. У 1940 році очолив літературний відділ у журналі «Прикордонник».
З 1931 по 1941 роки опублікував три поетичних збірки й дві повісті та збірку прози. Друкувався в періодиці, колективних збірниках та альманахах. За повістю «Більшовики кордону» написав лібрето опери «Прикордонники» білоруського композитора А. Туренкова.
Початок війну застало Івана Шаповалова в Москві, але вже 22 червня він виїхав на білоруський кордон, де брав участь у відведенні військ. Загинув 26 червня 1941 року в околицях Борисова під німецькими бомбами.
Після війни твори Івана Шаповалова публікувалися у збірках «Ми іх не забудзем» (1949), «Скрыжалі пам'яті» (2005).

## Публікації
- Шаповалов В. О. Ян Рендя: Поема-повість / Ів. Шаповалов. — Мн.: Держ. вид-во Білорусі, 1932. — 103 с.
- Шаповалов В. О. Товариш: вірші / Ів. Шаповалов. — Менськ [Мінськ]: ЛіМ: ДВБ, 1932. — 89 с.
- Шаповалов В. О. Дзержинцы: Вірші. — Мн.: Госиздат БССР, 1934. — 44 с.
- Шаповалов В. О. Більшовики кордону: Повість / В. Шаповалов. — Мн.: Госиздат БССР, 1936. — 149 с.
- Шаповалов В. О. Час наближається…: Вірші / Ів. Шаповалов. — Мн.: ГІЗ Білорусі. Сектор худож. літ., 1937. — 74 с.
- Шаповалов В. О. Ненадумано оповідання / Ів. Шаповалов. — Мн.: Держ. вид-во Білорусі, 1939. — 95 с.